# نجيب فرسان
نجيب فرسان (بالفرنسية: Najib Farssane)‏ (11 يونيو 1981 في فرنسا - ) هو لاعب كرة قدم فرنسي في مركز الهجوم. لعب مع ستاد ريمس ونادي بيزا ونادي روان ونادي غرونوبل وسستريسي كالسيو  1919 ‏ وSO Romorantin ‏ ونادي دونكيرك وCO Châlons ‏.

## وصلات خارجية
- نجيب فرسان على موقع قاعدة بيانات كرة القدم.إي يو (الإنجليزية)
- نجيب فرسان على موقع Soccerway.com (الإنجليزية)